# Tolle Texasgirls
Tolle Texasgirls ist eine US-amerikanische Westernkomödie aus dem Jahr 1952 von Sam Newfield mit Marie Windsor und Richard Rober in den Hauptrollen.

## Handlung
Dr. Bob Ridgeway, Arzt in der nahezu verlassenen Minenstadt Silver City, hat geplant, die Stadt zu verlassen. Daran wird er durch das Duell zweier Revolvermänner, Cillakawa Charlie und Peyote Bill, gehindert. Bill gewinnt zwar das Duell, wird dabei aber verletzt. Auch die Zuschauerin Beth Larabee muss Bob aufsuchen, da sie durch Glassplitter verletzt wurde. Beth versucht Bob zu überreden, in ihre Heimatstadt Las Mujeres zu ziehen, die nur von Frauen verwaltet wird. Bob lehnt ab, sagt seinen Freund, dem Saloonbesitzer Woody Callaway, Lebewohl und besteigt die nächste Postkutsche.
Die Kutsche wird von Beth überfallen, die Bob nach Las Mujeres entführt. Beths Schwester Ellen interessiert sich für den Arzt. Iron Mae McLeod hat mit Freundinnen die Führung der Stadt übernommen, in der Männer nur noch als Arbeiter oder als Kunden von Maes Casino Paradise geduldet werden. Mae erhält Besuch vom Gesetzlosen Frank Slater, der ihr, wie schon mehrmals zuvor, eine Partnerschaft anbietet, indem sie für ihn die Banken der Umgegend ausspionieren soll. Mae lehnt ab mit der Begründung, dass das Geld früher oder später in ihrem Casino lande. Der wütende Slater warnt Mae, dass ihr der Entschluss bald leidtun werde. Zur gleichen Zeit versucht Ellen, Bob zu verführen, der sich jedoch mehr für die gesittete Beth interessiert.
In den folgenden Wochen verübt Slater mehrere Banküberfälle in der Gegend. Als er erfährt, dass das Geld der Bank von Silver City per Kutsche nach Yuba City transportiert werden soll, will er Mae um Informationen bitten. Im Casino sieht er Mae mit ihrem alten Partner Woody Callaway. Mae und Woody haben in früheren Zeiten den gefürchteten Räuber Sam Bass übers Ohr gehauen. Nun will Woody, der danach ein ehrliches Leben geführt hat, das Casino kaufen. Er bietet ein Pokerspiel um das Casino mit seinem Saloon als Einsatz an, doch Mae lehnt ab. Da Mae trotz allem ruhig bleibt, glaubt Slater, dass sie Woody liebe. Da sie um Slaters Gefährlichkeit weiß, willigt sie ein, seine Komplizin zu werden, plant aber insgeheim, ihn mit ihren Freundinnen zu übertölpeln. Sie schickt Beth mit einer Nachricht zu Slater, die in dem Versteck jedoch auf Bass stößt, der Slater zur Partnerschaft gezwungen hat. Beth kann Bass entkommen, der sich später mit Slater und dessen Bande auf den Überfall vorbereitet. Mae schafft es, das Geld aus der Kutsche in den Saloon zu bringen. Die erschöpfte Bess erscheint und bricht zusammen. Bob, der sich um sie kümmern will, wird von Mae zur Seite gestoßen, die Beth befragen will. Mae lässt ihre Mädchen bewaffnen. Bob wirft ihr vor, die Frauen in Gefahr zu bringen und verbietet Beth die Teilnahme.
Nachrichten, dass in der folgenden Woche ein neuer Marshal gewählt werden soll, verunsichern Mae. Woody weist darauf hin, dass Frauen kein Stimmrecht haben und er Freunde aus Silver City geholt habe, die abstimmen sollen. Mae bietet nun ihrerseits ein Pokerspiel an, der Sieger soll den neuen Marshal mit den Stimmen der Männer aus Silver City bestimmen. Noch vor Ende der Partie erscheinen Slater und Bass mit der Bande. Während des folgenden Kampfes besiegeln Mae und Woody ihre Partnerschaft mit einem Kuss. Bob und Ellen können verhindern, dass Bass das Geld in die Hände bekommt, dabei wird Ellen jedoch erschossen. Als die Bande die Flucht ergreift, hält Mae Ellens Hand und bricht in Tränen aus. Sie wird vor Gericht gestellt und bekennt sich schuldig. Die Strafe wird von dem neuen Marshal Woody ausgesetzt. Mae heiratet Woody, Beth heiratet Bob. Beide Frauen werden ihre ahnungslosen Männer kontrollieren.

## Produktion

### Hintergrund
Gedreht wurde der Film vom 26. November bis Anfang Dezember 1951 in den Universal-Studios in Universal City.
Nach Meldungen im Magazin The Hollywood Reporter drehte Ron Ormond die Szenen mit den männlichen Darstellern und Sam Newfield die Szenen mit den weiblichen Darstellern.

### Stab
Frank Paul Sylos oblag die künstlerische Leitung. Archie R. Dalzell arbeitete als Kameraführer.

### Besetzung
In kleinen nicht im Abspann erwähnten Nebenrollen traten Dolores Fuller, Whitey Hughes, Brad Johnson und Bud Osborne auf.

### Musik
Folgende Songs wurden im Film gespielt:
- Crazy Over You von June Carr
- Frisco Kate von Ben Young

## Veröffentlichung
Die Premiere des Films fand am 28. April 1952 statt. In der Bundesrepublik Deutschland kam er am 11. Februar 1955 in die Kinos und wurde auch unter dem Titel Whisky, Weiber und Pistolen gezeigt.

## Kritiken
Das Lexikon des internationalen Films schrieb: „Ironischer Routine-Western zwischen Klamauk und Posse, der auch mit seinem Rollentausch nur die Spannungsklischees des Genres nutzt.“
Der Kritiker des TV Guide sah einen Programmfüller mit einem Kniff und einem cleveren Ende.